# Disney Speedstorm
Disney Speedstorm es un juego de carreras de karts gratuito desarrollado por Gameloft Barcelona y publicado por Gameloft. Cuenta con varios personajes de Disney y Pixar que compiten con vehículos en pistas con el tema de los mundos de sus películas y franquicias. El juego se lanzó en un acceso anticipado de pago el 18 de abril de 2023 para Nintendo Switch, PlayStation 4, PlayStation 5, Windows, Xbox One y Xbox Series X/S.

## Jugabilidad
Disney Speedstorm es un juego de carreras de karts gratuito con una lista compuesta por personajes de varias propiedades de Disney, como Mickey Mouse & Friends, Piratas del Caribe, Monsters, Inc., La Bella y la Bestia, entre otras. Orange Bird aparece como miembro de la tripulación de Figment en el juego. El modo de juego es similar a Mario Kart. El juego incluye un nuevo modo llamado "multijugador regulado". El juego emplea la técnica de pantalla dividida multijugador en línea.

## Personajes jugables
La lista del juego actualmente ha agregado o anunciado un total de 75 personajes de 22 franquicias de Disney.
| Franquicia                     | Personajes       |
| ------------------------------ | ---------------- |
| La Bella y la Bestia           | Bestia           |
| La Bella y la Bestia           | Bella            |
| La Bella y la Bestia           | Gastón           |
| Disney Parks                   | Figment          |
| Hércules                       | Hércules         |
| Hércules                       | Megara           |
| Hércules                       | Hades            |
| Aladdin                        | Jasmine          |
| Aladdin                        | Aladdin          |
| Aladdin                        | Jafar            |
| Aladdin                        | Genio            |
| El Libro de la Selva           | Baloo            |
| El Libro de la Selva           | Mowgli           |
| Mickey Mouse & Friends         | Goofy            |
| Mickey Mouse & Friends         | Pato Donald      |
| Mickey Mouse & Friends         | Mickey Mouse     |
| Mickey Mouse & Friends         | Steamboat Mickey |
| Mickey Mouse & Friends         | Steamboat Pete   |
| Mickey Mouse & Friends         | Minnie Mouse     |
| Mickey Mouse & Friends         | Daisy Duck       |
| Monsters, Inc.                 | Celia Mae        |
| Monsters, Inc.                 | Mike Wazowski    |
| Monsters, Inc.                 | Randall Boggs    |
| Monsters, Inc.                 | Sulley           |
| Toy Story                      | Woody            |
| Toy Story                      | Buzz Lightyear   |
| Toy Story                      | Jessie           |
| Toy Story                      | Bo Peep          |
| Mulán                          | Fa Mulan         |
| Mulán                          | Li Shang         |
| Lilo & Stitch                  | Lilo             |
| Lilo & Stitch                  | Stitch           |
| Lilo & Stitch                  | Ángel            |
| Lilo & Stitch                  | Jumba            |
| Lilo & Stitch                  | Capitán Gantu    |
| Piratas del Caribe             | Elizabeth Swann  |
| Piratas del Caribe             | Jack Sparrow     |
| Piratas del Caribe             | Davy Jones       |
| Piratas del Caribe             | Hector Barbossa  |
| Piratas del Caribe             | Tia Dalma        |
| Piratas del Caribe             | Will Turner      |
| Frozen                         | Anna             |
| Frozen                         | Elsa             |
| Frozen                         | Hans             |
| Frozen                         | Kristoff         |
| Frozen                         | Olaf             |
| Oswald el conejo afortunado    | Hortensia        |
| Oswald el conejo afortunado    | Oswald           |
| WALL-E                         | EVA              |
| WALL-E                         | WALL•E           |
| La Sirenita                    | Ariel            |
| La Sirenita                    | Príncipe Eric    |
| La Sirenita                    | Rey Tritón       |
| La Sirenita                    | Úrsula           |
| Wreck-It-Ralph                 | Fix-It Felix     |
| Wreck-It-Ralph                 | King Candy       |
| Wreck-It-Ralph                 | Ralph            |
| Wreck-It-Ralph                 | Sargento Calhoun |
| Wreck-It-Ralph                 | Vanellope        |
| The Muppets                    | Kermit the Frog  |
| The Muppets                    | Miss Piggy       |
| Inside Out                     | Alegría          |
| Inside Out                     | Tristeza         |
| Inside Out                     | Miedo            |
| Inside Out                     | Desagrado        |
| Inside Out                     | Furia            |
| Inside Out                     | Ansiedad         |
| Inside Out                     | Ennui            |
| 101 dálmatas                   | Cruella De Vil   |
| La bella durmiente             | Maléfica         |
| The Nightmare Before Christmas | Dr. Finkelstein  |
| The Nightmare Before Christmas | Jack Skellington |
| The Nightmare Before Christmas | Oogie Boogie     |
| The Nightmare Before Christmas | Sally            |
| Tangled                        | Rapunzel         |

## Desarrollo y lanzamiento
Disney Speedstorm fue desarrollado por Gameloft Barcelona para recrear un juego de carreras free-to-play. Alexandru "Sasha" Adam, vicepresidente y gerente de estudio de Gameloft Barcelona, explicó: "Para trabajar en un proyecto de ensueño como Disney Speedstorm, estamos motivados para crear un juego que se sienta como en casa para los fanáticos de Disney y Pixar, pero que también sea exclusivo de la sala de juegos. género de carreras La mecánica de juego, las habilidades del corredor y el diseño de la ubicación se adaptaron para servir a nuestra visión de una experiencia competitiva rápida y apasionante”. y continuó: "Estamos ansiosos por compartir esta visión con jugadores de todo el mundo".
Anunciado en marzo de 2023, el juego se lanzó en acceso anticipado para Nintendo Switch, PlayStation 4, PlayStation 5, Windows, Xbox One y Xbox Series X/S el 18 de abril de 2023. El 9 de septiembre de 2022 se lanzó un tráiler del juego en la D23 Expo.
El 19 de abril de 2023, Gameloft Barcelona se disculpó con los jugadores que no pudieron descargar el juego y explicó: "Somos conscientes del problema por el cual algunos jugadores que reservaron el título no pueden descargar el juego y nos disculpamos por ello. Estamos en contacto con nuestros socios para solucionarlo lo antes posible, pero desafortunadamente la solución parece requerir más tiempo. Resolver esto es nuestra principal prioridad en este momento; tan pronto como tengamos actualizaciones, se lo haremos saber. Una vez más, nuestras disculpas por las molestias y esperamos que todos ustedes puedan jugar el juego".

### Audio
El juego cuenta con las voces de Bret Iwan, Tony Anselmo, Tate Donovan, Ming-Na Wen y Robby Benson retomando sus papeles de varias películas de Disney, mientras que A. J. LoCascio dio voz a Figment.

### Contenido descargable
El 27 de marzo de 2023, Gameloft lanzó un avance que anunciaba tres "Founder's Packs" que estarían disponibles durante el período de acceso anticipado del juego. Los Founder's Packs, que son necesarios para el acceso anticipado, contienen a Mickey Mouse y al Pato Donald como corredores desbloqueados (el Deluxe Founder's Pack añade a Mulan y el Ultimate Founder's Pack la añade a ella, Hércules y Jack Sparrow), además de la opción de desbloquearlos inmediatamente. Baloo, Bella, Bestia, Elizabeth Swann, Li Shang o Mowgli; Tokens (la moneda prémium del juego; 4000 tokens para Standard, 7000 para Deluxe y 12 000 para Ultimate), dos (o tres para Ultimate) créditos Golden Pass (desbloqueando el Golden Pass, el sistema pase de batalla del juego), exclusivo trajes de carreras y libreas de kart para cada uno de los corredores desbloqueados inmediatamente (según el nivel elegido por el jugador), ruedas y ala de kart exclusivas del Pato Donald (solo Ultimate), y un lema de perfil y avatar de jugador exclusivo.

## Recepción
Aunque "Speedstorm" solo se ha lanzado en acceso anticipado hasta el momento, Metacritic le dio a la versión de PlayStation 5 un puntaje de revisión agregado de 69 sobre 100 basado en cinco revisiones, lo que indica "reseñas mixtas o promedio", mientras que la versión de la serie Xbox recibió un 75 sobre 100, lo que indica "críticas generalmente favorables".

### Acceso anticipado
Chris Scullion de Nintendo Life le dio al juego una calificación de seis de diez estrellas y comentó: "Disney Speedstorm ofrece una sólida acción de karting con un manejo fantástico y claramente dedica mucho cuidado y atención a sus personajes y cursos Sin embargo, su rendimiento en Switch lo decepciona, especialmente en la computadora de mano donde es un desastre borroso y tartamudo, y aquellos que no están interesados en la configuración del servicio en vivo tendrán dificultades para llevarse bien con él".
John Hansen de Push Square le dio al juego un 7/10 para la versión de PlayStation 5 y afirmó: "Disney Speedstorm es un juego divertido que nos alegra ver que tiene bastante calidad a él. Hay algunas reservas sobre qué tan bien funcionará la monetización de juego gratuito a medida que avanzamos, pero mirando solo el juego en sí, no es un mal momento. Hay espacio para que este título se vuelva muy popular, especialmente si se hacen las adiciones correctas. Como mínimo, esto puede convertirse en un juego divertido para los amigos. Si eres un fanático de Disney, es una buena manera de combinar algunas de tus películas antiguas favoritas y luchar en la pista de carreras".
Luke Reilly de IGN le dio al juego un 5/10 y afirmó: "'Disney Speedstorm' en Early Access es fundamentalmente un buen corredor de karts que actualmente es demasiado ligero en las pistas y demasiado repetitivo para justificar el inversión requerida. Peor aún, está enterrado debajo de una verdadera Splash Mountain de basura gacha y tantas monedas discretas que hacen cosas diferentes que casi parece una parodia de todo el género free-to-play. Nada apesta como gacha, saca tu dinero como gacha, te hace saltar por los aros para el Pato Donald como gacha".